# Aaron Leya Iseka
Aaron Leya Iseka (Bruxelles, 15 novembre 1997) è un calciatore belga, di origini congolesi, attaccante del CSKA Sofia.

## Biografia
È il fratello dell'attaccante Michy Batshuayi. I cognomi diversi derivano da una tradizione del Congo, loro paese d'origine, che consente ai genitori di dare ai figli o il cognome del padre o quello della madre.

## Caratteristiche tecniche
È una prima punta rapida, fisica, tecnicamente abile e dotata di un discreto senso del gol. Ricorda giocatori come Batshuayi e Wilfried Bony.

## Carriera

### Club
Dopo essere cresciuto nel settore giovanile dell'Anderlecht, il 23 luglio 2016 viene ceduto in prestito secco all'Olympique Marsiglia. Il 21 giugno 2017 si trasferisce, sempre a titolo temporaneo, allo Zulte Waregem.
Il 29 giugno 2018 passa al Tolosa, con cui firma un quadriennale.
Il 29 ottobre 2020 si trasferisce al Metz in prestito con diritto di riscatto.

### Nazionale
Tra il 2017 ed il 2018 ha totalizzato complessivamente 7 presenze ed un gol con la nazionale belga Under-21.

## Statistiche

### Presenze e reti nei club
Statistiche aggiornate al 4 gennaio 2025.
| Stagione            | Squadra           | Campionato        | Campionato | Campionato | Coppe nazionali | Coppe nazionali | Coppe nazionali | Coppe continentali | Coppe continentali | Coppe continentali | Altre coppe | Altre coppe | Altre coppe | Totale | Totale | Totale |
| Stagione            | Squadra           | Comp              | Pres       | Reti       | Comp            | Pres            | Reti            | Comp               | Pres               | Reti               | Comp        | Pres        | Reti        | Pres   | Reti   |        |
| ------------------- | ----------------- | ----------------- | ---------- | ---------- | --------------- | --------------- | --------------- | ------------------ | ------------------ | ------------------ | ----------- | ----------- | ----------- | ------ | ------ | ------ |
| 2014-2015           | Anderlecht        | D1                | 5+4        | 0          | CB              | 4               | 1               | UCL+UEL            | 0+2                | 0                  | SB          | 0           | 0           | 15     | 1      |        |
| 2015-2016           | Anderlecht        | D1                | 3          | 0          | CB              | 1               | 0               | UCL                | 0                  | 0                  | -           | -           | -           | 4      | 0      |        |
| Totale Anderlecht   | Totale Anderlecht | Totale Anderlecht | 12         | 0          |                 | 5               | 1               |                    | 2                  | 0                  |             | 0           | 0           | 19     | 1      |        |
| 2016-2017           | O. Marsiglia      | L1                | 8          | 0          | CF+CdL          | 0+1             | 0               | -                  | -                  | -                  | -           | -           | -           | 9      | 0      |        |
| 2017-2018           | Zulte Waregem     | D1                | 24+1       | 6          | CB              | 1               | 1               | UEL                | 5                  | 2                  | SB          | 1           | 0           | 32     | 9      |        |
| 2018-2019           | Tolosa            | L1                | 28         | 4          | CF+CdL          | 3+1             | 2+0             | -                  | -                  | -                  | -           | -           | -           | 32     | 6      |        |
| 2019-2020           | Tolosa            | L1                | 22         | 2          | CF+CdL          | 0+1             | 0               | -                  | -                  | -                  | -           | -           | -           | 23     | 2      |        |
| ago.-ott. 2020      | Tolosa            | L2                | 2          | 0          | CF              | 0               | 0               | -                  | -                  | -                  | -           | -           | -           | 2      | 0      |        |
| Totale Tolosa       | Totale Tolosa     | Totale Tolosa     | 52         | 6          |                 | 5               | 2               |                    | -                  | -                  |             | -           | -           | 57     | 8      |        |
| ott. 2020-2021      | Metz              | L1                | 21         | 4          | CF              | 3               | 1               | -                  | -                  | -                  | -           | -           | -           | 24     | 5      |        |
| 2021-2022           | Barnsley          | FLC               | 25         | 3          | FACup+CdL       | 1+0             | 0+0             | -                  | -                  | -                  | -           | -           | -           | 26     | 3      |        |
| ago. 2022           | Barnsley          | FL1               | 0          | 0          | FACup+CdL       | 0+1             | 0+0             | -                  | -                  | -                  | -           | -           | -           | 1      | 0      |        |
| set. 2022-feb. 2023 | Adanaspor         | 1.L               | 10         | 2          | TK              | 0               | 0               | -                  | -                  | -                  | -           | -           | -           | 10     | 2      |        |
| feb.-giu. 2023      | Tuzlaspor         | 1.L               | 11         | 4          | TK              | 0               | 0               | -                  | -                  | -                  | -           | -           | -           | 11     | 4      |        |
| lug.-set. 2023      | Barnsley          | FLC               | 0          | 0          | FACup+CdL       | -               | -               | -                  | -                  | -                  | -           | -           | -           | 0      | 0      |        |
| Totale Barnsley     | Totale Barnsley   | Totale Barnsley   | 25         | 3          |                 | 2               | 0               |                    | -                  | -                  |             | -           | -           | 27     | 3      |        |
| set.-dic. 2023      | Hapoel Hadera     | LhA               | 2          | 1          | CI+CdL          | 0+0             | 0+0             | -                  | -                  | -                  | -           | -           | -           | 2      | 1      |        |
| gen.-giu. 2024      | OFI Creta         | SLE               | 6+7        | 3+1        | CG              | 1               | 1               | -                  | -                  | -                  | -           | -           | -           | 14     | 5      |        |
| lug.-set. 2024      | OFI Creta         | SLE               | 2          | 0          | CG              | -               | -               | -                  | -                  | -                  | -           | -           | -           | 2      | 0      |        |
| Totale OFI Creta    | Totale OFI Creta  | Totale OFI Creta  | 15         | 4          |                 | 1               | 1               |                    | -                  | -                  |             | -           | -           | 16     | 5      |        |
| set. 2024-2025      | CSKA Sofia        | A-PFG             | 11         | 0          | CB              | 1               | 1               | -                  | -                  | -                  | -           | -           | -           | 12     | 1      |        |
| Totale carriera     | Totale carriera   | Totale carriera   | 192        | 30         |                 | 19              | 7               |                    | 7                  | 2                  |             | 1           | 0           | 219    | 39     |        |

### Cronologia presenze e reti in nazionale
| Cronologia completa delle presenze e delle reti in nazionale ― Belgio under 21 | Cronologia completa delle presenze e delle reti in nazionale ― Belgio under 21 | Cronologia completa delle presenze e delle reti in nazionale ― Belgio under 21 | Cronologia completa delle presenze e delle reti in nazionale ― Belgio under 21 | Cronologia completa delle presenze e delle reti in nazionale ― Belgio under 21 | Cronologia completa delle presenze e delle reti in nazionale ― Belgio under 21 | Cronologia completa delle presenze e delle reti in nazionale ― Belgio under 21 | Cronologia completa delle presenze e delle reti in nazionale ― Belgio under 21 |
| Data                                                                           | Città                                                                          | In casa                                                                        | Risultato                                                                      | Ospiti                                                                         | Competizione                                                                   | Reti                                                                           | Note                                                                           |
| ------------------------------------------------------------------------------ | ------------------------------------------------------------------------------ | ------------------------------------------------------------------------------ | ------------------------------------------------------------------------------ | ------------------------------------------------------------------------------ | ------------------------------------------------------------------------------ | ------------------------------------------------------------------------------ | ------------------------------------------------------------------------------ |
| 27-3-2017                                                                      | Oud-Heverlee                                                                   | Belgio under 21                                                                | 2 – 1                                                                          | Malta under 21                                                                 | Qual. Europeo Under-21 2019                                                    | -                                                                              | 86’                                                                            |
| 5-9-2017                                                                       | Oud-Heverlee                                                                   | Belgio under 21                                                                | 0 – 0                                                                          | Turchia under 21                                                               | Qual. Europeo Under-21 2019                                                    | -                                                                              | 85’                                                                            |
| 6-10-2017                                                                      | Oud-Heverlee                                                                   | Belgio under 21                                                                | 1 – 1                                                                          | Svezia under 21                                                                | Qual. Europeo Under-21 2019                                                    | -                                                                              | 79’                                                                            |
| 10-10-2017                                                                     | Larnaca                                                                        | Cipro under 21                                                                 | 0 – 2                                                                          | Belgio under 21                                                                | Qual. Europeo Under-21 2019                                                    | -                                                                              | 78’                                                                            |
| 9-11-2017                                                                      | Oud-Heverlee                                                                   | Belgio under 21                                                                | 3 – 2                                                                          | Cipro under 21                                                                 | Qual. Europeo Under-21 2019                                                    | 1                                                                              | 86’                                                                            |
| 14-11-2017                                                                     | Istanbul                                                                       | Turchia under 21                                                               | 1 – 2                                                                          | Belgio under 21                                                                | Qual. Europeo Under-21 2019                                                    | -                                                                              | 56’                                                                            |
| 22-3-2018                                                                      | Doetinchem                                                                     | Paesi Bassi under 21                                                           | 1 – 4                                                                          | Belgio under 21                                                                | Amichevole                                                                     | -                                                                              | 46’                                                                            |
| Totale                                                                         |                                                                                | Presenze                                                                       | 7                                                                              |                                                                                | Reti                                                                           | 1                                                                              |                                                                                |

## Palmarès

### Club

#### Competizioni nazionali
- Supercoppa del Belgio: 1

Anderlecht: 2014